# Radical Face
Radical Face è il progetto musicale del cantautore e polistrumentista Ben Cooper (Jacksonville, 24 febbraio 1982), già membro del duo elettronico Electric President e dei gruppi Iron Orchestra e Mother's Basement.
Cooper ha dichiarato di aver scelto il nome Radical Face dopo averlo visto su un volantino: in seguito ha scoperto che il foglio pubblicizzava una chirurgia plastica facciale con il motto "Radical Face-Lift" e che la parola 'lift' era stata strappata.

## Carriera musicale
Il primo album di Cooper registrato con lo pseudonimo di Radical Face è stato The Junkyard Chandelier (2003). L'album non è mai stato pubblicato formalmente, ma è disponibile come download gratuito online. Ghost è stato il primo album ufficiale in studio, pubblicato nel marzo 2007.
Il 16 novembre 2010, Cooper pubblicò un EP di sei tracce intitolato Touch The Sky , che servì come anteprima per una trilogia di album chiamata Family Tree (Albero di Famiglia), che segue la storia di una famiglia immaginaria, i Northcotes, attraverso le sue generazioni. L'EP è dedicato alle prime due generazioni dell'albero genealogico di Northcotes ed è basato sulla narrazione di storie avvenute nel 1800.
The Family Tree: The Branches è stato pubblicato il 22 ottobre 2013 in America e il 1 ° novembre in Europa. The Bastards Volume One è il secondo volume e fu pubblicato lo stesso anno.
The Bastards: Volume Three e The Bastards: Volume Four sono stati entrambi pubblicati nel 2015, fino all'uscita di The Family Tree: The Leaves nel marzo 2016.
Alla fine del 2018, Cooper ha pubblicato il suo sesto album "Missing Film", il cui titolo provocatorio si riferisce al fatto che fosse destinato a essere utilizzato dai registi indipendenti senza richiedere i diritti d'autore. Lo stesso Cooper dichiarò: "Quindi in pratica, purché non stai vendendo qualcosa, puoi usare un brano senza la mia esplicita autorizzazione." L'album consiste solo di un lavoro strumentale, un distacco dal suo lavoro precedente, ma non sorprende poiché Radical Face ha realizzato diverse canzoni che sono state utilizzate in televisione e nei film.
Nel 2020, Cooper pubblicherà l'album Into the Woods, rilasciando canzoni prodotte ma non ancora pubblicate lungo la strada come singoli. Il primo è stato "Reveries", pubblicato nel gennaio 2020.

## Utilizzo nei media
Molti brani del gruppo sono utilizzati in altri media.
Il brano "Welcome Home" è stato utilizzato negli spot pubblicitari Nikon e in numerosi video documentaristici e servizi televisivi, nell'episodio "General Ludd" della prima stagione di The Blacklist ed è stato inserito nei titoli di coda del film Somnia del 2016 di Mike Flanagan. È stato inoltre inserito nel settimo episodio della 5 stagione di Skins.
Lo stesso brano è stato utilizzato anche nell'ultimo episodio della Stagione 1 della Serie "Department Q" di Netflix.
Il brano “Baptisms” è stato utilizzato nell’episodio “Luther Braxton: conclusione” della seconda stagione di The Blacklist.
Il brano "We're On Our Way" è presente nel trailer del film Noi siamo infinito (2012) e nel trailer del film "The Fault in Our Stars" (Colpa delle stelle) (2014), mentre la canzone "The Crooked Kind" è stata inserita nella colonna sonora dell'episodio "The diabolical kind" della seconda stagione di Elementary.
La canzone Always Gold è utilizzata dal social network Facebook per il video "Di' grazie a qualcuno".
Il brano "The Gilded Hand" tratto dall'album "The Family Tree: The Branches" (2013) è stato inserito alla fine del secondo episodio della decima stagione della serie televisiva Criminal Minds.

## Discografia

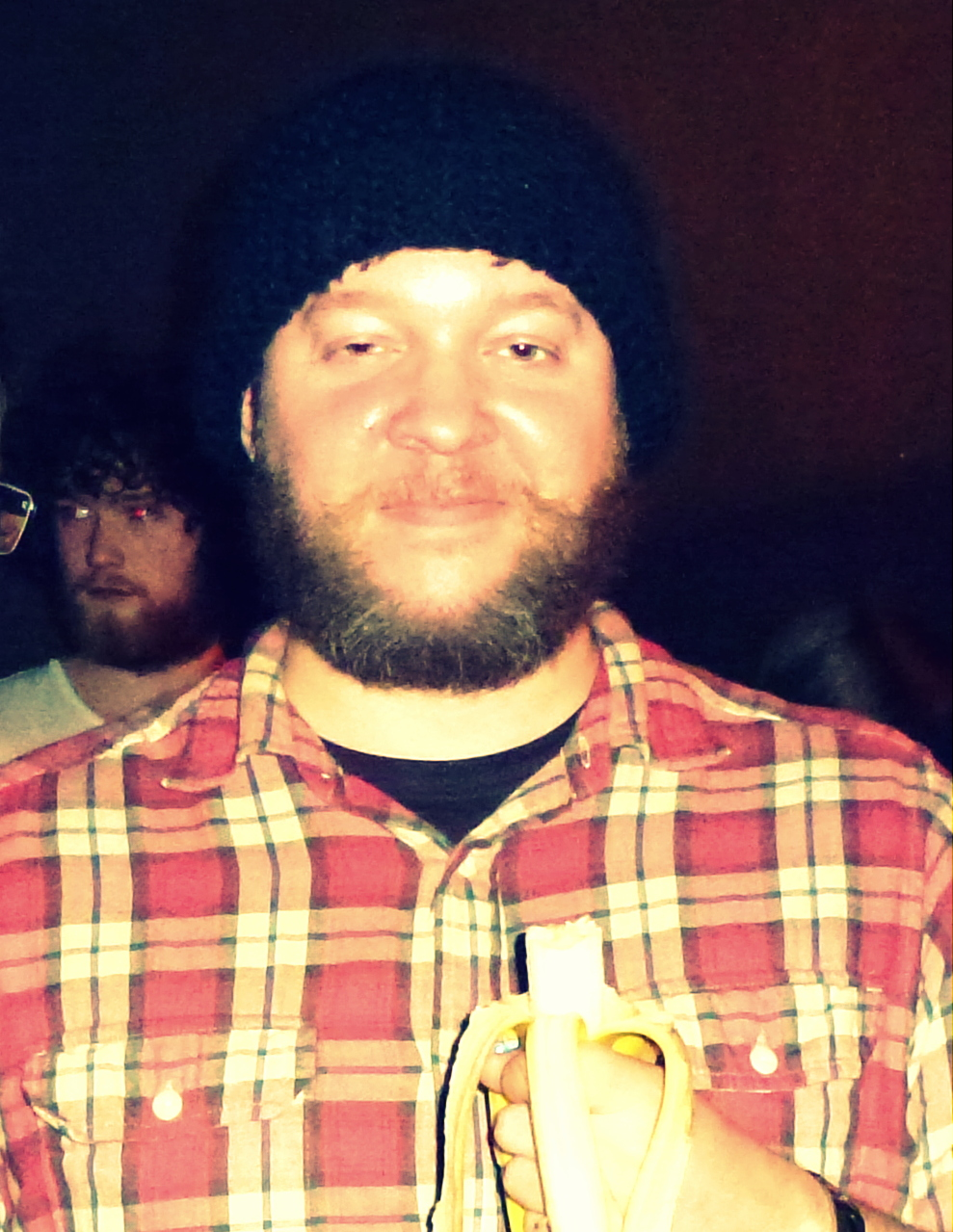
Ben Cooper

### Album studio
- 2003 - Junkyard Chandelier
- 2007 - Ghost (Morr Music)
- 2011 - The Family Tree: The Roots (Bear Machine/Nettwerk)
- 2013 - The Family Tree: The Branches
- 2016 - The Family Tree: The Leaves
- 2018 - Missing Film

### EP
- 2010 - Touch the Sky (Sound of a Handshake) - digitale
- 2011 - The Bastards, Volume One
- 2017 - SunnMoonnEclippse
- 2019 - Therapy

### Videoclip
- 2007 - Welcome Home
- 2010 - Doorways
- 2011 - A Pound of Flesh
- 2012 - We're On Our Way
- 2012 - Always Gold
- 2013 - Holy Branches
- 2014 - The Mute